# 퓨전 쿵푸
《퓨전 쿵푸》(Kung Pow: Enter The Fist)는 미국에서 제작된 스티브 오드커크 감독의 2002년 코미디, 액션 영화이다. 스티브 오데커크 등이 주연으로 출연하였고 폴 마샬 등이 제작에 참여하였다.
이 영화는 어느 정도 박스 오피스 성공을 거두었으며 대체적으로 부정적인 평가를 받았으나 그 이후로 컬트 영화가 되었다. 시퀄은 2015년 발표되었다.

## 출연

### 주연
- 스티브 오데커크
- 제니퍼 텅
- 레오 리

### 조연
- 용비
- 태드 호리노
- 준 B. 킴
- 필립 탠
- 론 유언

## 기타
- 공동제작: 브루스 디번
- 미술: 헥터 베레즈
- 특수효과: 크리스 왓츠
- 의상: 샤운넬리 체리
- 배역: 린다 프란시스